# MVV Maastricht in het seizoen 2012/13
Het seizoen 2012/2013 was het dertiende opeenvolgende jaar in het bestaan van de Maastrichtse voetbalclub MVV Maastricht in de Jupiler League. MVV Maastricht speelt zijn thuiswedstrijden in regel op vrijdagavond om 20.00 uur, eventuele risicowedstrijden kunnen op andere dagen gespeeld worden.

## Sponsoren
In het seizoen 2012/2013 is wederom Q-Park de hoofdsponsor van MVV Maastricht. De naam Q-Park zal echter niet op de shirts te zien zijn. Geheel in lijn met het maatschappelijke beleid dat MVV Maastricht volgt, wordt de plaats op het shirt beschikbaar gesteld aan de Nederlandse Hartstichting. Overige sponsoren zijn Hansen Dranken boven het rugnummer op de achterkant van het shirt, Sjef Ubaghs Installatietechniek onder het rugnummer op de achterkant van het shirt en Bijsmans op beide pijpen van de broek.
De kledingsponsor van MVV Maastricht is MASITA. Dit bedrijf is reeds meerdere malen kledingsponsor geweest van MVV Maastricht.

## Technische staf en selectie

### Technische staf
| Naam             | Nationaliteit | Functie                            |
| ---------------- | ------------- | ---------------------------------- |
| René Trost       | Nederland     | Hoofdtrainer / Technisch directeur |
| Edwin Hermans    | Nederland     | Assistent trainer                  |
| Maurice Verberne | Nederland     | Assistent trainer                  |
| Marco Wijnen     | Nederland     | Keeperstrainer                     |
| Sef Hoenjet      | Nederland     | Verzorger                          |
| Erik Wintjens    | Nederland     | Fysiotherapeut                     |

## Selectie
| Naam              | Nationaliteit | Positie      | №  | Spelend voor MVV sinds | Contract tot | Afkomstig van              |
| ----------------- | ------------- | ------------ | -- | ---------------------- | ------------ | -------------------------- |
| Bram Castro       | België        | Doelman      | 1  | 2012/2013              | 2014         | Sint-Truidense VV          |
| Yannick De Winter | België        | Doelman      | 23 | 2012/2013              | 2013         | Esperanza Neerpelt         |
| Yannick Derix     | Nederland     | Doelman      | 24 | 2012/2013              | 2013         | PSV'35                     |
| Antonio Stankov   | Macedonië     | Verdediger   | 18 | 2012/2013              | Amateur      | FC Oss                     |
| Cor Gillis        | België        | Verdediger   | 4  | 2012/2013              | 2014         | FCV Dender EH              |
| Kjell Knops       | Nederland     | Verdediger   | 15 | 2011/2012              | 2013         | EVV                        |
| Nick Kuipers      | Nederland     | Verdediger   | 20 | 2010/2011              | 2013         | Eigen jeugd                |
| Hawbir Moustafa   | Nederland     | Verdediger   | 12 | 2011/2012              | 2015         | Eigen jeugd                |
| Sjors Verdellen   | Nederland     | Verdediger   | 3  | 2010/2011              | 2014         | VVV-Venlo                  |
| Sjoerd Winkens    | Nederland     | Verdediger   | 5  | 2011/2012              | 2014         | Helmond Sport, Eigen jeugd |
| David Timmermans  | België        | Middenvelder | 13 | 2010/2011              | 2013         | Eigen jeugd                |
| Tom van Hyfte     | België        | Middenvelder | 7  | 2009/2010              | 2014         | KFC VW Hamme (Bel)         |
| Nathan Rutjes     | Nederland     | Middenvelder | 6  | 2012/2013              | 2014         | Sparta Rotterdam           |
| Leroy Labylle     | België        | Middenvelder | 17 | 2011/2012              | 2014         | Standard Luik              |
| Bryan Smeets      | Nederland     | Middenvelder | 14 | 2009/2010              | 2014         | Eigen jeugd                |
| Lance Voorjans    | Nederland     | Middenvelder | 10 | 2008/2009              | 2013         | Eigen jeugd                |
| Koen Daerden      | België        | Middenvelder | 8  | 2012/2013              | Amateur      | Standard Luik              |
| Michael la Rosa   | België        | Aanvaller    | 19 | 2010/2011              | 2014         | Eigen jeugd                |
| Lloyd Borgers     | Nederland     | Aanvaller    | 22 | 2010/2011              | 2013         | Eigen jeugd                |
| Sven Braken       | Nederland     | Aanvaller    | 25 | 2010/2011              | 2014         | Eigen jeugd                |
| Malcolm Esajas    | Nederland     | Aanvaller    | 11 | 2009/2010              | 2013         | AFC Amsterdam              |
| Mark Veldmate     | Nederland     | Aanvaller    | 9  | 2012/2013              | 2015         | Sparta Rotterdam           |
| Danny Schreurs    | Nederland     | Aanvaller    | 21 | 2012/2013              | 2014         | Willem II, Eigen jeugd     |

## Transfers
Aan het eind van het seizoen 2011/2012 nam MVV afscheid van meerdere spelers. Om een representatieve en sterke selectie te krijgen werden meerdere nieuwe spelers aangetrokken.
Transfers voorafgaand aan het seizoen
Reeds snel na het afsluiten van het seizoen 2011/2012 sloeg MVV Maastricht haar eerste slag op de transfermarkt. Leroy Labylle die reeds als huurling deel uitmaakte van de selectie van MVV Maastricht werd gecontracteerd voor twee jaar. In de periode daarna trok MVV Maastricht drie nieuwe doelmannen aan om het vertrek van Job Bulters en Colin van Eijk te compenseren. Bram Castro en Yannick Derix werden aangetrokken en Yannick de Winter versterkte de selectie na een succesvolle proefperiode. Om de verdediging te versterken werden Cor Gillis, een voormalig belgisch jeugdinternational, en Antonio Stankov aangetrokken, deze laatste op basis van een amateurcontract na een succesvolle proefperiode.Het vertrek van aanvoerder van aanvoerder Tom Daemen werd op gevangen door het aantrekken van Nathan Rutjes. Doordat zowel Prince Rajcomar als Fabio Caracciolo vertrokken werden deze posities opgevuld door Mark Veldmate en Danny Schreurs.
Proefspelers tijdens de voorbereiding 
In de voorbereiding op het seizoen 2012/2013 laat MVV Maastricht meerdere spelers op proef komen.
De volgende spelers speelden een of meerdere proefwedstrijden voorgaand aan het seizoen 2012/13: Tarik Bhar, Antonio Stankov, Aleksandar Stankov, Yannick De Winter. Als eerste van de proefspelers kreeg Yannick De Winter een contract aangeboden. Op 25 juli werd bekend dat hij een contract zal tekenen voor de duur van één jaar. In later stadium werd besloten om geen contract aan te bieden aan Tarik Bhar. Op 29 augustus werd bekend dat Antonio Stankov op amateurbasis zal uitkomen voor MVV Maastricht. Aan Aleksandar Stankov zal geen contract worden aangeboden.
Transfers gedurende de winterstop
Op 28 januari wordt bekend dat Koen Daerden aan de selectie van MVV Maastricht is toegevoegd. Koen Daerden is sinds de zomer clubloos. Zijn laatste club was Sint-Truidense VV dat hem huurde van Standard Luik. Hij wordt als amateur toegevoegd aan de selectie tot aan het einde van het lopende seizoen.

### Aangetrokken
| Naam              | Nationaliteit | Positie      | Contract tot | Afkomstig van      |
| ----------------- | ------------- | ------------ | ------------ | ------------------ |
| Bram Castro       | België        | Doelman      | 2014         | Sint-Truidense VV  |
| Yannick Derix     | Nederland     | Doelman      | 2013         | PSV'35             |
| Yannick De Winter | België        | Doelman      | 2013         | Esperanza Neerpelt |
| Cor Gillis        | België        | Verdediger   | 2014         | FCV Dender EH      |
| Nathan Rutjes     | Nederland     | Middenvelder | 2014         | Sparta Rotterdam   |
| Leroy Labylle     | België        | Middenvelder | 2014         | Standard Luik      |
| Mark Veldmate     | Nederland     | Aanvaller    | 2015         | Sparta Rotterdam   |
| Danny Schreurs    | Nederland     | Aanvaller    | 2014         | Willem II          |
| Antonio Stankov   | Macedonië     | Verdediger   | Amateur      | FC Oss             |
| Koen Daerden      | België        | Middenvelder | Amateur      | Standard Luik      |

### Vertrokken
| Naam               | Nationaliteit | Positie      | Vertrokken naar         |
| ------------------ | ------------- | ------------ | ----------------------- |
| Job Bulters        | Nederland     | Doelman      | Helmond Sport           |
| Collin van Eijk    | Nederland     | Doelman      | Excelsior Veldwezelt    |
| Marc Eberle        | Duitsland     | Verdediger   | EVV                     |
| Laurent Castellana | België        | Verdediger   | Onbekend                |
| Jerome Beckers     | Nederland     | Verdediger   | Excelsior Veldwezelt    |
| Bjorn Eppenga      | Nederland     | Verdediger   | RKVCL                   |
| Tom Daemen         | Nederland     | Middenvelder | AEK Larnaca             |
| Antonio Caramazza  | België        | Middenvelder | Sprimont Comblain Sport |
| Prince Rajcomar    | Nederland     | Aanvaller    | Fortuna Sittard         |
| Fabio Caracciolo   | België        | Aanvaller    | Witgoor Sport Dessel    |
| Michael Tambak     | Nederland     | Aanvaller    | Onbekend                |
| Gideon Boateng     | België        | Aanvaller    | RCS Visé                |

### Contractperikelen Malcolm Esajas
Het contract van Malcolm Esajas liep af aan het einde van het seizoen 2011/12. Indien dit het geval is dienen beide partijen akkoord te gaan met de contractopzegging door middel van een aangetekend schrijven. In het geval van Malcolm Esajas bleef de speler hierbij volgens MVV Maastricht in gebreke, waardoor het contract automatisch met een jaar verlengd zou worden tegen de voorwaarde van het al aflopende contract. Esajas verscheen echter niet op de eerste trainingen. Na overleg tussen MVV Maastricht en Esajas maakte MVV Maastricht op 16 juli 2012 bekend dat in goed overleg Malcolm Esajas ook in het seizoen 2012/13 deel uitmaakt van de selectie.

## Oefenwedstrijden
| Datum           | Thuisploeg   | Uitploeg       | Eindstand | Doelpuntenmakers MVV                                                                                  |
| --------------- | ------------ | -------------- | --------- | --- |
| 2 juli 2012     | SVME         | MVV Maastricht | 0-3       | Leroy Labylle, Lance Voorjans, Tom van Hyfte                                                          |
| 7 juli 2012     | VV Scharn    | MVV Maastricht | 0-6       | Nathan Rutjes, Kjell Knops, Tarik Bhar (testspeler),Lance Voorjans, David Timmermans, Michael la Rosa |
| 11 juli 2012    | Patro Eisden | MVV Maastricht | 1-2       | Cor Gillis, Michael la Rosa                                                                           |
| 14 juli 2012    | Lierse SK    | MVV Maastricht | 1-0       | |
| 20 juli 2012    | AZ Alkmaar   | MVV Maastricht | 2-0       | |
| 24 juli 2012    | VV Eijsden   | MVV Maastricht | 0-3       | Sven Braken, Cor Gillis, Lloyd Borgers                                                                |
| 27 juli 2012    | KVC Westerlo | MVV Maastricht | 2-1       | Tom van Hyfte                                                                                         |
| 4 augustus 2012 | NAC          | MVV Maastricht | 1-0       | |
| 6 januari 2013  | SV Meerssen  | MVV Maastricht | 1-6       | David Timmermans 2×, Lloyd Borgers 2×, Lance Voorjans, Bryan Smeets                                   |
| 12 januari 2013 | OH Leuven    | MVV Maastricht | 1-0       | |
| 25 januari 2013 | FC Eindhoven | MVV Maastricht | 1-1       | Malcolm Esajas                                                                                        |

## Eerste divisie

### Wedstrijden
| Datum             | Thuisploeg          | Uitploeg            | Eindstand | Doelpuntenmakers MVV                                          | Opmerkingen |
| ----------------- | ------------------- | ------------------- | --------- | ------------------------------------------------------------- | --- |
| 10 augustus 2012  | FC Eindhoven        | MVV Maastricht      | 2-3       | Mark Veldmate, Danny Schreurs, Malcolm Esajas                 | |
| 17 augustus 2012  | MVV Maastricht      | FC Oss              | 2-0       | Mark Veldmate, Bryan Smeets                                   | |
| 24 augustus 2012  | SC Veendam          | MVV Maastricht      | 0-2       | Nick Kuipers, Tom Van Hyfte                                   | Later in het seizoen wordt door het faillissement van SC Veendam alle wedstrijden van SC Veendam als niet gespeeld beschouwd. |
| 31 augustus 2012  | MVV Maastricht      | Telstar             | 0-0       |                                                               | Debuut Antonio Stankov. |
| 14 september 2012 | De Graafschap       | MVV Maastricht      | 1-1       | Danny Schreurs                                                | |
| 21 september 2012 | AGOVV Apeldoorn     | MVV Maastricht      | 2-3       | Antonio Stankov, Mark Veldmate, Danny Schreurs                | Later in het seizoen wordt door het faillissement van AGOVV alle wedstrijden van AGOVV als niet gespeeld beschouwd.           |
| 30 september 2012 | MVV Maastricht      | Excelsior Rotterdam | 4-2       | Bryan Smeets 2×, Danny Schreurs, Malcolm Esajas               | |
| 5 oktober 2012    | FC Emmen            | MVV Maastricht      | 0-3       | Eigen doelpunt, Bryan Smeets, Danny Schreurs                  | MVV wint de eerste periode.                                                                                                   |
| 19 oktober 2012   | MVV Maastricht      | Almere City FC      | 2-1       | Tom van Hyfte, Malcolm Esajas                                 | |
| 26 oktober 2012   | Cambuur Leeuwarden  | MVV Maastricht      | 1-3       | Danny Schreurs, Mark Veldmate, Bryan Smeets                   | |
| 5 november 2012   | MVV Maastricht      | Sparta Rotterdam    | 0-1       |                                                               | |
| 9 november 2012   | MVV Maastricht      | FC Den Bosch        | 4-0       | Leroy Labylle, Mark Veldmate, Malcolm Esajas, Danny Schreurs. | |
| 16 november 2012  | FC Dordrecht        | MVV Maastricht      | 3-3       | Leroy Labylle, Tom van Hyfte 2×                               | |
| 23 november 2012  | MVV Maastricht      | Go Ahead Eagles     | 3-3       | Mark Veldmate, Antonio Stankov, Sven Braken                   | |
| 30 november 2012  | Helmond Sport       | MVV Maastricht      | 1-1       | David Timmermans                                              | |
| 7 december 2012   | MVV Maastricht      | FC Volendam         | afg       | –                                                             | Afgelast en verplaatst naar 21 januari 2013                                                                                   |
| 14 december 2012  | Fortuna Sittard     | MVV Maastricht      | 1-2       | Antonio Stankov, Danny Schreurs                               | |
| 21 december 2012  | MVV Maastricht      | FC Eindhoven        | 3-2       | Mark Veldmate, Danny Schreurs, Tom van Hyfte                  | |
| 18 januari 2013   | FC Oss              | MVV Maastricht      | afg       |                                                               | Wedstrijd werd op 25 februari 2013 ingehaald                                                                                  |
| 21 januari 2013   | MVV Maastricht      | FC Volendam         | afg       |                                                               | Wedstrijd werd gespeeld op 4 februari 2013                                                                                    |
| 25 januari 2013   | MVV Maastricht      | SC Veendam          | afg       |                                                               | Wedstrijd zou op 18 februari worden ingehaald                                                                                 |
| 1 februari 2013   | MVV Maastricht      | AGOVV               | afg       |                                                               | Wegens financiële problemen bij AGOVV werd de wedstrijd afgelast. Enkele weken later werd AGOVV uit de competitie gehaald     |
| 4 februari 2013   | MVV Maastricht      | FC Volendam         | 3-4       | Rutjes, Veldmate, Esajas                                      | Wedstrijd werd gespeeld op 4 februari 2013                                                                                    |
| 8 februari 2013   | Excelsior Rotterdam | MVV Maastricht      | 1-2       | Schreurs, Labylle                                             | |
| 15 februari 2013  | MVV Maastricht      | Cambuur Leeuwarden  | 1-2       | Braken                                                        | |
| 18 februari 2013  | MVV Maastricht      | SC Veendam          | 2-0       |                                                               | Later in het seizoen wordt door het faillissement van SC Veendam alle wedstrijden van SC Veendam als niet gespeeld beschouwd. |
| 22 februari 2013  | Almere City FC      | MVV Maastricht      | 3-1       | Daerden                                                       | |
| 25 januari 2013   | FC Oss              | MVV Maastricht      | 0-2       | Van Hyfte, La Rosa                                            | |
| 1 maart 2013      | MVV Maastricht      | FC Emmen            | 1-2       | Knops                                                         | |
| 8 maart 2012      | MVV Maastricht      | Helmond Sport       | 2-3       | Van Hyfte (2x)                                                | |
| 15 maart 2013     | Sparta Rotterdam    | MVV Maastricht      | 0-1       | Van Hyfte                                                     | |
| 29 maart 2013     | MVV Maastricht      | De Graafschap       | 2-2       | Smeets (2x)                                                   | |
| 1 april           | Telstar             | MVV Maastricht      | 1-2       | Veldmate, Van Hyfte                                           | |
| 5 april 2013      | Go Ahead Eagles     | MVV Maastricht      | 0-0       |                                                               | |
| 12 april 2013     | MVV Maastricht      | FC Dordrecht        | 2-5       | Stankov, Amevor                                               | |
| 19 april 2013     | FC Den Bosch        | MVV Maastricht      | 1-2       | Van Hyfte, Borgers                                            | |
| 26 april 2013     | FC Volendam         | MVV Maastricht      | 2-1       | Smeets                                                        | |
| 3 mei 2013        | MVV Maastricht      | Fortuna Sittard     | 0-0       |                                                               | |

### Eindstand
| №  | Club             | WG | W  | G  | V  | DV | DT | +/– | Punten |
| -- | ---------------- | -- | -- | -- | -- | -- | -- | --- | ------ |
|    | SC Cambuur       | 30 | 19 | 4  | 7  | 59 | 33 | +26 | 61     |
| 2  | FC Volendam      | 30 | 19 | 3  | 8  | 70 | 43 | +27 | 60     |
| 3  | Sparta Rotterdam | 30 | 16 | 7  | 7  | 59 | 36 | +23 | 55     |
| 4  | Helmond Sport    | 30 | 15 | 10 | 5  | 55 | 45 | +10 | 55     |
| 5  | MVV Maastricht   | 30 | 14 | 8  | 8  | 56 | 44 | +12 | 50     |
| 6  | Go Ahead Eagles  | 30 | 13 | 9  | 8  | 60 | 46 | +14 | 48     |
| 7  | Fortuna Sittard  | 30 | 13 | 7  | 10 | 39 | 33 | +6  | 46     |
| 8  | De Graafschap    | 30 | 12 | 9  | 9  | 57 | 41 | +16 | 45     |
| 9  | FC Dordrecht     | 30 | 11 | 7  | 12 | 56 | 56 | 0   | 40     |
| 10 | FC Oss           | 30 | 10 | 7  | 13 | 40 | 57 | –17 | 37     |
| 11 | FC Den Bosch     | 30 | 10 | 5  | 15 | 38 | 49 | –11 | 35     |
| 12 | FC Emmen         | 30 | 8  | 8  | 14 | 38 | 52 | –14 | 32     |
| 13 | Almere City FC   | 30 | 10 | 1  | 19 | 41 | 67 | –26 | 31     |
| 14 | Telstar          | 30 | 7  | 8  | 15 | 31 | 46 | –15 | 29     |
| 15 | Excelsior        | 30 | 4  | 9  | 17 | 39 | 63 | –24 | 21     |
| 16 | FC Eindhoven     | 30 | 5  | 6  | 19 | 40 | 67 | –27 | 21     |
| —  | SC Veendam       | 25 | 10 | 5  | 10 | 36 | 41 | –5  | 35     |
| —  | AGOVV Apeldoorn  | 18 | 5  | 5  | 8  | 28 | 29 | –1  | 20     |

### Toeschouwers
| №      | Club             | Totaal    | Duels | Gem   | +/–    | Record |
| ------ | ---------------- | --------- | ----- | ----- | ------ | ------ |
| 1      | De Graafschap    | 126.003   | 16    | 7.875 | –35,2% | 8.868  |
| 2      | Sparta Rotterdam | 120.193   | 17    | 7.070 | –0,4%  | 10.800 |
| 3      | SC Cambuur       | 98.691    | 17    | 5.805 | +4,4%  | 9.712  |
| 4      | MVV Maastricht   | 83.117    | 16    | 5.195 | –4,0%  | 7.012  |
| 5      | Go Ahead Eagles  | 77.036    | 17    | 4.532 | –6,6%  | 5.986  |
| 6      | Fortuna Sittard  | 65.021    | 16    | 4.064 | –15,1% | 10.500 |
| 7      | FC Den Bosch     | 61.158    | 16    | 3.822 | –6,1%  | 4.515  |
| 8      | FC Volendam      | 52.592    | 16    | 3.287 | 0,0%   | 7.019  |
| 9      | Helmond Sport    | 45.317    | 15    | 3.021 | +7,7%  | 3.725  |
| 10     | SC Veendam       | 41.517    | 14    | 2.966 | –5,1%  | 5.132  |
| 11     | FC Eindhoven     | 39.801    | 16    | 2.488 | –16,8% | 3.764  |
| 12     | FC Emmen         | 38.581    | 16    | 2.411 | +2,7%  | 4.113  |
| 13     | FC Dordrecht     | 39.228    | 17    | 2.308 | +3,0%  | 3.954  |
| 14     | SBV Excelsior    | 36.603    | 16    | 2.288 | –30,7% | 3.541  |
| 15     | AGOVV Apeldoorn  | 18.333    | 9     | 2.037 | –10,6% | 2.539  |
| 16     | FC Oss           | 31.328    | 17    | 1.843 | –12,9% | 2.378  |
| 17     | SC Telstar       | 26.960    | 16    | 1.685 | –18,8% | 2.164  |
| 18     | Almere City FC   | 18.310    | 16    | 1.144 | –17,3% | 1.645  |
| Totaal | Totaal           | 1.019.789 | 283   | 3.603 | –13,8% | 10.800 |

### Statistieken
Bijgaand een overzicht van de spelers die MVV Maastricht vertegenwoordigden in de Eerste Divisie in het seizoen 2012/13 en onder leiding van trainer-coach René Trost als vijfde eindigden.

| Naam              | Min.  | Duels | B  | Werd in het veld gebracht | Werd van het veld gehaald | Goal | Kreeg geel | Kreeg voor de tweede keer geel en dus rood | Weggestuurd |
| ----------------- | ----- | ----- | -- | ------------------------- | ------------------------- | ---- | ---------- | ------------------------------------------ | ----------- |
| Bram Castro       | 2700' | 33    | 33 | 0                         | 0                         | 0    | 2          | 0                                          | 0           |
| Kjell Knops       | 2596' | 33    | 33 | 0                         | 4                         | 1    | 3          | 0                                          | 0           |
| Bryan Smeets      | 2198' | 32    | 29 | 3                         | 18                        | 8    | 1          | 0                                          | 0           |
| Tom Van Hyfte     | 2610' | 32    | 32 | 0                         | 0                         | 11   | 4          | 0                                          | 0           |
| Sjors Verdellen   | 2578' | 32    | 32 | 0                         | 2                         | 0    | 4          | 0                                          | 0           |
| Mark Veldmate     | 2445' | 31    | 31 | 0                         | 10                        | 10   | 2          | 0                                          | 0           |
| Malcolm Esajas    | 2243' | 30    | 29 | 1                         | 8                         | 5    | 1          | 0                                          | 0           |
| Antonio Stankov   | 2423' | 30    | 29 | 1                         | 3                         | 4    | 3          | 0                                          | 0           |
| Nathan Rutjes     | 2051' | 26    | 26 | 0                         | 7                         | 1    | 8          | 0                                          | 0           |
| Leroy Labylle     | 1995' | 24    | 23 | 1                         | 1                         | 3    | 5          | 1                                          | 0           |
| Sven Braken       | 635'  | 21    | 7  | 14                        | 5                         | 3    | 1          | 0                                          | 1           |
| Cor Gillis        | 797'  | 20    | 8  | 12                        | 2                         | 0    | 2          | 0                                          | 0           |
| Danny Schreurs    | 1549' | 20    | 20 | 0                         | 10                        | 10   | 4          | 0                                          | 0           |
| Lance Voorjans    | 386'  | 17    | 4  | 13                        | 3                         | 0    | 1          | 0                                          | 0           |
| David Timmermans  | 108'  | 13    | 0  | 13                        | 0                         | 1    | 0          | 0                                          | 0           |
| Koen Daerden      | 686'  | 11    | 8  | 3                         | 1                         | 1    | 2          | 0                                          | 0           |
| Nick Kuipers      | 452'  | 10    | 6  | 4                         | 1                         | 1    | 3          | 0                                          | 0           |
| Sjoerd Winkens    | 643'  | 10    | 9  | 1                         | 3                         | 0    | 1          | 0                                          | 0           |
| Michael la Rosa   | 221'  | 8     | 2  | 6                         | 2                         | 1    | 0          | 0                                          | 0           |
| Lloyd Borgers     | 133'  | 6     | 1  | 5                         | 0                         | 1    | 0          | 0                                          | 0           |
| Hawbir Moustafa   | 141'  | 4     | 1  | 3                         | 0                         | 0    | 0          | 0                                          | 0           |
|                   |       |       |    |                           |                           |      |            |                                            |             |
| Yannick De Winter | 0     | 0     | 0  | 0                         | 0                         | 0    | 0          | 0                                          | 0           |
| Yannick Derix     | 0     | 0     | 0  | 0                         | 0                         | 0    | 0          | 0                                          | 0           |
| Cem Unal          | 0     | 0     | 0  | 0                         | 0                         | 0    | 0          | 0                                          | 0           |

## Play-offs

### Wedstrijden
| Ronde        | Datum      | Wedstrijd                    | Uitslag |
| ------------ | ---------- | ---------------------------- | ------- |
| Tweede ronde | 16.05.2013 | MVV Maastricht – FC Volendam | 0–1     |
| Tweede ronde | 19.05.2013 | FC Volendam – MVV Maastricht | 3–1     |

### Statistieken
| Naam            | Min. | Duels | B | Werd in het veld gebracht | Werd van het veld gehaald | Goal | Kreeg geel | Kreeg voor de tweede keer geel en dus rood | Weggestuurd |
| --------------- | ---- | ----- | - | ------------------------- | ------------------------- | ---- | ---------- | ------------------------------------------ | ----------- |
| Bram Castro     | 180' | 2     | 2 | 0                         | 0                         | 0    | 0          | 0                                          | 0           |
| Cor Gillis      | 180' | 2     | 2 | 0                         | 0                         | 0    | 0          | 0                                          | 0           |
| Kjell Knops     | 180' | 2     | 2 | 0                         | 0                         | 0    | 1          | 0                                          | 0           |
| Leroy Labylle   | 180' | 2     | 2 | 0                         | 0                         | 0    | 0          | 0                                          | 0           |
| Nathan Rutjes   | 180' | 2     | 2 | 0                         | 0                         | 0    | 0          | 0                                          | 0           |
| Antonio Stankov | 180' | 2     | 2 | 0                         | 0                         | 0    | 0          | 0                                          | 0           |
| Tom Van Hyfte   | 180' | 2     | 2 | 0                         | 0                         | 0    | 0          | 0                                          | 0           |
| Sjoerd Winkens  | 180' | 2     | 2 | 0                         | 0                         | 0    | 0          | 0                                          | 0           |
| Sven Braken     | 146' | 2     | 2 | 0                         | 2                         | 0    | 0          | 0                                          | 0           |
| Malcolm Esajas  | 119' | 2     | 1 | 1                         | 0                         | 0    | 0          | 0                                          | 0           |
| Bryan Smeets    | 93'  | 2     | 1 | 1                         | 1                         | 0    | 0          | 0                                          | 0           |
| Mark Veldmate   | 61'  | 2     | 0 | 2                         | 0                         | 1    | 0          | 0                                          | 0           |
| Lloyd Borgers   | 60'  | 2     | 1 | 1                         | 1                         | 0    | 0          | 0                                          | 0           |
| Hawbir Moustafa | 61'  | 1     | 1 | 0                         | 1                         | 0    | 1          | 0                                          | 0           |

## KNVB Beker

### Wedstrijden
| Ronde        | Datum      | Wedstrijd                  | Uitslag |
| ------------ | ---------- | -------------------------- | ------- |
| Tweede ronde | 26.09.2012 | MVV Maastricht – NAC Breda | 1–3     |

### Statistieken
| Naam            | Min. | Duels | B | Werd in het veld gebracht | Werd van het veld gehaald | Goal | Kreeg geel | Kreeg voor de tweede keer geel en dus rood | Weggestuurd |
| --------------- | ---- | ----- | - | ------------------------- | ------------------------- | ---- | ---------- | ------------------------------------------ | ----------- |
| Bram Castro     | 90'  | 1     | 1 | 0                         | 0                         | 0    | 0          | 0                                          | 0           |
| Malcolm Esajas  | 90'  | 1     | 1 | 0                         | 0                         | 0    | 0          | 0                                          | 0           |
| Cor Gillis      | 90'  | 1     | 1 | 0                         | 0                         | 0    | 0          | 0                                          | 0           |
| Kjell Knops     | 90'  | 1     | 1 | 0                         | 0                         | 0    | 0          | 0                                          | 0           |
| Danny Schreurs  | 90'  | 1     | 1 | 0                         | 0                         | 0    | 1          | 0                                          | 0           |
| Antonio Stankov | 90'  | 1     | 1 | 0                         | 0                         | 0    | 0          | 0                                          | 0           |
| Tom Van Hyfte   | 90'  | 1     | 1 | 0                         | 0                         | 0    | 0          | 0                                          | 0           |
| Sjors Verdellen | 90'  | 1     | 1 | 0                         | 0                         | 0    | 0          | 0                                          | 0           |
| Sjoerd Winkens  | 73'  | 1     | 1 | 0                         | 1                         | 0    | 0          | 0                                          | 0           |
| Mark Veldmate   | 46'  | 1     | 1 | 0                         | 1                         | 0    | 0          | 0                                          | 0           |
| Nathan Rutjes   | 46'  | 1     | 1 | 0                         | 1                         | 0    | 0          | 0                                          | 0           |
| Bryan Smeets    | 44'  | 1     | 0 | 1                         | 0                         | 1    | 0          | 0                                          | 0           |
| Sven Braken     | 44'  | 1     | 0 | 1                         | 0                         | 0    | 0          | 0                                          | 0           |
| Michael la Rosa | 17'  | 1     | 0 | 1                         | 0                         | 0    | 0          | 0                                          | 0           |